# ビルギット・オイグメール
ビルギット・オイグメール （Birgit Õigemeel、1988年9月24日 - ）は、エストニアの歌手で単にビルギットとも通称される。結婚して、姓がオイグメールからサラップ(Sarrap)になった。
彼女は、2007年のエストニア版アイドルシリーズ『Eesti otsib superstaari』第1期に優勝して有名になった。2008年に彼女の名を冠したデビューアルバム『Birgit Õigemeel』がリリースされ、これまでに他4つのアルバムを発表している。オイグメールは、予選会(Eesti Laul 2013)での優勝を経てユーロビジョン・ソング・コンテスト2013に出場、エストニア代表として楽曲「Et uus saaks alguse」を披露した。同大会では決勝戦まで進み、20位に入賞した。

## 経歴

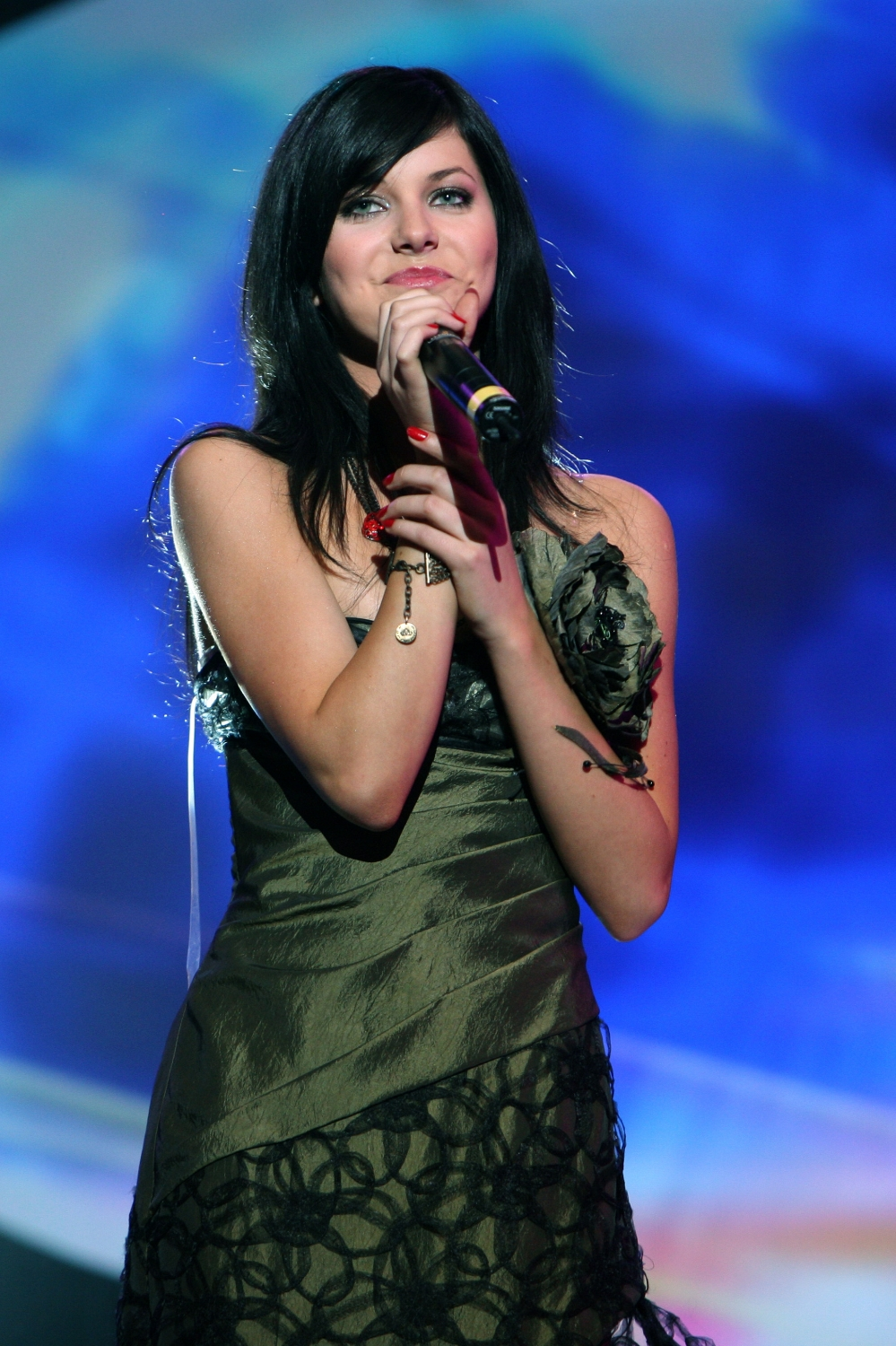
楽曲披露するオイグメール(2007)

エストニアテレビ局の児童合唱団から彼女の音楽経歴は始まり、コヒラ音楽学校でバイオリンを学んだ。
オイグメールは、エストニア版アイドルシリーズ『Eesti otsib superstaari』最初の優勝者である  。2007年、彼女は「ゴールデンオリーブ(L'Olivo d'Oro)」というイタリアの文化的な祭典で、イタリア人以外で初となる「ゴールデンオリーブの枝」賞を受賞した。

### ユーロビジョン・ソング・コンテスト
彼女はスウェーデンのマルメで開催されたユーロビジョン・ソング・コンテスト2013にエストニア代表として「Et uus saaks alguse」("So There Could Be a New Beginning")を歌い、大会の準決勝を10位で通過し、決勝戦では19ポイントを獲得して20位に終わった。
この参加の前にも、彼女は2008年と2012年に二度このコンテスト出場を試みたが、予選突破できなかった。2002年、このコンテストが自国の首都タリンで開催された時に、彼女は幕間演技の合唱団として舞台に立った。

### 劇場
彼女はプロの演劇制作に携わっている。2007年には、自国のテアトルム劇場で舞台劇『ヴェローナの二紳士』（脚本はウィリアム・シェイクスピア、監督はエストニアの著名な演出家・俳優のレンビット・ペテルソン)のシルヴィア役を演じた。ヴァネムイネ劇場では『サウンド・オブ・ミュージック』（2010年開演）のマリア・フォン・トラップ役を演じ、人気の民族ミュージカル『ペコ』（2011年にヴェルスカでの野外公演が初演）では脇役で出演した。2016年秋に、彼女はエストニア制作版の『マンマ・ミーア!』でソフィを演じた。余暇には、故郷のコヒラでアマチュア劇団と演劇することがある。

## 私生活
彼女はマネージャーのIndrek Sarrapと結婚し、2013年10月に第一子となる男児を出産した。2016年に第二子の女児が生まれた。家族はタリンで暮らしている。
オイグメール4姉妹のなかで彼女は2番目に若い。残る3人のReelika, Sigrid , Kairiと共に、彼女はテレビ番組や地元のイベントに歌手グループとして出演したりもする。
オイグメールの母親Astrid Õigemeelは音楽教師で、父親のRiivu Õigemeelは地元の家具会社を経営している。両親はコヒラに住んでいる。

## ディスコグラフィー

### アルバム
- 『Birgit Õigemeel』 (2008)
- 『Ilus aeg』(2008)
- 『Teineteisel pool』 (2009)
- 『Uus algus』(2013)
- 『V』 (2018)